# 乔迪-安·鲁宾逊
乔迪-安·鲁宾逊（英語：Jodi-Ann Robinson，1989年4月17日—），加拿大女子足球运动员。她曾代表加拿大参加2007年和2011年国际足联女子世界杯。她也曾参加2008年夏季奥林匹克运动会。